# 831
831(팔백삼십일)은 830보다 크고 832보다 작은 자연수다.

## 수학
- 합성수로, 그 약수는 1, 3, 277, 831이다. 진약수의 합은 281이므로, 831은 부족수다.

## 과학
- NGC 831(독일어판): 고래자리 방향에 있는 막대나선은하.
- 831 스타테리아(영어판): 소행성.

## 교통
- 아우토반 831호선(영어판, 독일어판): 독일의 고속도로.
- 831번 지방도: 대한민국의 과거 지방도.

## 군사
- 831 해군 항공대(영어판)

## 문화재
- 대한민국의 보물 제831호: 순천 동화사 삼층석탑

## 작품
- 《영원의 831》: 일본의 애니메이션.

## 기타
- 날짜: 8월 31일
- 연도: 831년, 기원전 831년
- 831(영어판): 대만의 밴드.